# Regula Zürcher
Regula Martha Zürcher, geb. Scalabrin (* 5. Januar 1969), ist eine ehemalige Schweizer Sprinterin und Mittelstreckenläuferin.
Bei den Leichtathletik-Europameisterschaften 1990 in Split schied sie über 400 Meter im Vorlauf aus und kam in der 4-mal-400-Meter-Staffel auf den sechsten Platz. Bei den Leichtathletik-Weltmeisterschaften 1991 und den Olympischen Spielen 1992 kam sie mit der Schweizer Stafette nicht über die erste Runde hinaus.
1993 scheiterte sie bei den Leichtathletik-Hallenweltmeisterschaften in Toronto über 400 Meter im Vorlauf. Bei den Weltmeisterschaften in Stuttgart folgte einem weiteren Vorrundenaus im Einzelbewerb ein achter Platz mit der Schweizer 4-mal-400-Meter-Stafette, die in der Besetzung Helen Burkart, Zürcher, Marquita Brillante und Kathrin Lüthi mit 3:28,52 min den aktuellen Schweizer Rekord aufstellte. 
Weitere Einzelstarts erfolgten über 400 Meter bei den Leichtathletik-Halleneuropameisterschaften 1994 in Paris und über 800 Meter bei den Weltmeisterschaften 1995 in Göteborg sowie den Hallenweltmeisterschaften 1997 in Paris, ohne dass sie über die Vorrunde hinauskam.
Viermal wurde sie Schweizer Meisterin über 400 Meter (1990, 1993, 1995, 1996).

## Persönliche Bestzeiten
- 400 m: 52,19 s, 1. August 1993, St. Gallen
  - Halle: 52,75 s, 20. Februar 1994, Magglingen
- 800 m: 2:01,67 min, 5. Juni 1997, Rom
  - Halle: 2:00,90 min, 12. Februar 1997, Gent (Schweizer Hallenrekord)